# Ziekte van Newcastle
De ziekte van Newcastle (Engels: Newcastle disease (NCD)), pseudovogelpest of Newcastle ziekte, is een zeer besmettelijke ziekte bij vogels. Kippen, kalkoenen, kwartels, duiven, struisvogels, kanaries en papegaaiachtigen zijn zeer gevoelig voor het virus. Minder gevoelige soorten zoals eenden en ganzen kunnen het virus bij zich dragen en uitscheiden zonder ziek te worden. De naam pseudo-vogelpest is ontstaan doordat de symptomen van de ziekte van Newcastle sterk overeenkomen met die van vogelpest. Net als vogelpest is de ziekte van Newcastle een zoönose en dus besmettelijk voor mensen. Mensen die zijn blootgesteld aan besmette vogels kunnen licht ontstoken ogen en griepachtige symptomen krijgen. Voor mensen is een besmetting met de ziekte van Newcastle niet dodelijk.
De ziekte van Newcastle is voor het eerst ontdekt in Azië maar ontleent haar naam aan de Engelse plaats Newcastle upon Tyne omdat daar de ziekte voor het eerst in Europa is geconstateerd. De ziekte van Newcastle staat op de A lijst van de OIE (wereldorganisatie voor diergezondheid).

## Ziekteverwekker
De ziekteverwekker is een (-)ssRNA-virus het zogenaamde avian paramyxovirus 1 uit de familie van de Paramyxoviridae. Vroeger vond de classificatie van het newcastle-virus plaats aan de hand van waar het virus in het dier het meest voorkomt. Zo had je pneumotropic (luchtwegen), viscerotropic (darmen) en neurotropic (hersenen). Tegenwoordig wordt de indeling gedaan aan de hand van de virulentie van het virus. De virulentie van het virus wordt bepaald door middel van de intracerebrale pathogeniteitsindex of ICPI. Deze nieuwe manier van clasifiseren heeft geleid tot de volgende indeling: lentogenic (langzaam) (ICPI < 0,07), mesogenic (gemiddeld) (ICPI 0,07 - 1,5) of velogenic (ICPI 1,5 - 2,0) (snel). Het newcastle-virus kan een lange tijd buiten een gastheer overleven onder de juiste omstandigheden zelfs tot 12 maanden lang in mest resten.
Eigenschappen:
- uitgeschakeld na 180 minuten op 56°C of 30 minuten op 60°C
- uitgeschakeld in een zure pH
- gevoelig voor ether
- uitgeschakeld door carbolzuur en formaline

## Besmetting
Het newcastle-virus is endemisch in wilde vogelpopulaties. Veel soorten watervogels kunnen met het virus besmet zijn en het virus uitscheiden zonder zelf ziek te worden, waardoor het virus over grote afstanden kan worden verspreid. De overdracht van het newcastle-virus van besmette wilde vogels op gedomesticeerde vogels kan plaatsvinden door direct contact, maar ook via aerosolen wanneer een groep besmette wilde vogels in de buurt van gedomesticeerde vogels verblijft.
Binnen een groep gedomesticeerde vogels vindt de verspreiding van het newcastle-virus plaats door inademing van het virus dat in aerosolen zit of door opname van water en voer dat is besmet door mest, neusuitvloeiing of speeksel van hokgenoten. Andere mogelijke verspreidingsvectoren zijn: andere dieren inclusief vliegen, besmet strooisel en pluimveeproducten (vlees en eieren).

## Ziekteverschijnselen
De ziekteverschijnselen als gevolg van een besmetting variëren, de ernst van de symptomen is afhankelijk van de ICPI van de virusvariant, maar ook van de gevoeligheid van de vogelsoort voor het virus. Er worden vier verschillende vormen van de ziekte van Newcastle met verschillende ziekteverschijnselen onderscheiden.

### Viscerotropic velogenic (in de darmen, hoge ICPI)
- plotselinge opkomst van de ziekte
- snelle verspreiding in een koppel
- sterke daling in de eiproductie
- verlaagde voeropname
- zware ademhaling
- groene diarree
- ontstoken ogen en blauwige kam
- hoge mortaliteit (meer dan 90%)

### Neurotropic velogenic (in de hersenen, hoge ICPI)
- acute ademhalingsproblemen
- verminderde voeropname
- daling in de eiproductie
- ademhalings problemen (hevig hoesten)
- trillende koppen en verlamde poten en vleugels
- mortaliteit tussen de 10% en 20%
- mortaliteit bij jonge dieren kan hoger liggen

### Mesogenic (gemiddelde ICPI)
- afname van het gewicht
- dalende eiproductie voor 1 tot 3 weken
- acute problemen met de luchtwegen
- mortaliteit minder dan 10%

### Lentogenic (lage ICPI)
- symptomen vaak subklinisch
- lichte ademhalingsproblemen
- tijdelijk verlies van voeropname
- lichte daling in eierproductie
- vrijwel geen uitval door de ziekte

## Verspreiding
De ziekte van Newcastle komt over de hele wereld voor, mede omdat het endemisch is in veel wilde vogelpopulaties. Zo zijn er al meer dan 140 vogelsoorten bekend die vatbaar zijn voor de ziekte van Newcastle. In de meeste landen komen zowel de niet pathogene als de pathogene varianten van het newcastle-virus voor. Uitzondering hierop zijn Nieuw-Zeeland, Papoea-Nieuw-Guinea en Fiji; hier komt alleen de niet-pathogene variant van het newcastle-virus voor. In 2004 is er een uitbraak geweest van de ziekte van Newcastle in zuidoost Finland. Het ging hier om een newcastle-virus met een ICPI van 1,6 dus om een velogenic variant van het virus. In 2005 zijn er uitbraken geweest in Macedonië, Frankrijk, Verenigd Koninkrijk, Griekenland, Bulgarije en Denemarken.

## Bestrijding
Het preventief bestrijden van de ziekte van Newcastle is mogelijk door middel van vaccinatie. Voor de vaccinatie worden zowel levende paramyxovirus 1 varianten met een lage ICPI, als geïnactiveerde varianten gebruikt. Binnen de Europese Unie hanteren de lidstaten verschillende regelingen omtrent vaccinatie. In Nederland is het verplicht bedrijfsmatig gehouden pluimvee te vaccineren tegen het virus. In tegenstelling tot Nederland hebben Zweden en Finland net als Noorwegen een verbod op het vaccineren van pluimvee tegen het newcastle-virus. In deze landen wordt het newcastle-virus bestreden door middel van uitroeiing. In het Verenigd Koninkrijk is vaccinatie wel toegestaan maar niet verplicht.
Het vaccineren van bedrijfsmatig gehouden dieren gebeurt via het drinkwater. De dieren hebben dan tijdelijk geen toegang tot het drinkwater waardoor ze, als ze weer toegang hebben tot het drinkwater direct gaan drinken en zo het vaccin binnen krijgen. Voor hobbypluimvee is vaccinatie in Nederland niet verplicht, tenzij de dieren naar tentoonstellingen gaan.
Volgens Europese Unie wetgeving moeten alleen varianten uit het veld van het newcastle-virus met een ICPI>0,07 gemeld en bestreden worden. Op het moment dat de ziekte van Newcastle met een ICPI>0,07 is vastgesteld bij een dier wordt het dier en alle hokgenoten geruimd. Ook bedrijven waarmee contact is geweest worden geruimd om te voorkomen dat het virus zich verspreidt. Na het ruimen van de dieren worden de hokken ontsmet om infectie van een nieuw koppel dieren te voorkomen.